# Platycaedicia
Platycaedicia is een geslacht van rechtvleugeligen uit de familie sabelsprinkhanen (Tettigoniidae). De wetenschappelijke naam van dit geslacht is voor het eerst geldig gepubliceerd in 1922 door Hebard.

## Soorten
Het geslacht Platycaedicia omvat de volgende soorten:
- Platycaedicia dicranocerca Karny, 1926
- Platycaedicia hospes Brunner von Wattenwyl, 1878
- Platycaedicia inexpectata Willemse, 1951
- Platycaedicia major Brunner von Wattenwyl, 1878
- Platycaedicia obiensis Hebard, 1922